# ハナマルユキ

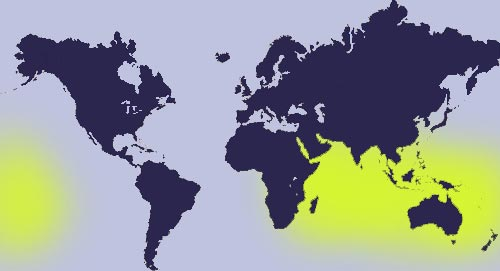
ハナマルユキの分布

ハナマルユキ（花丸雪）、学名 Monetaria caputserpentis は、吸腔目タカラガイ科に分類されるタカラガイの一種。ハナマルユキダカラ（花丸雪宝）とも呼ばれる。南日本を含むインド洋・太平洋の暖海域に広く分布するタカラガイで、黒地の背面中央に白い斑点を多数つける。

## 特徴
殻長は14.6-44.0mmで、タカラガイ科の中では小型-中型種である。殻は厚手で光沢が強い。成貝は底面は平ら、背面は丸く盛り上がり、縁はやや発達する。充分に成長した個体は他種に比べると断面が三角形に近いので褪色しても区別できる。殻口歯列は14-17で、深く刻まれる。殻の側面から背面は茶褐色から黒褐色で前後端に大きな白斑がある。背面には小さな白斑が散在し、中央では密集して網状になる。殻口と歯は白い。死殻がすり減ると背面中央の小白斑が消え、紫色の層が出る。
幼貝は細長く、低い螺塔がある。色は淡い褐色で中央にやや濃い色の帯がある。この帯は成長につれ幅広くなる。

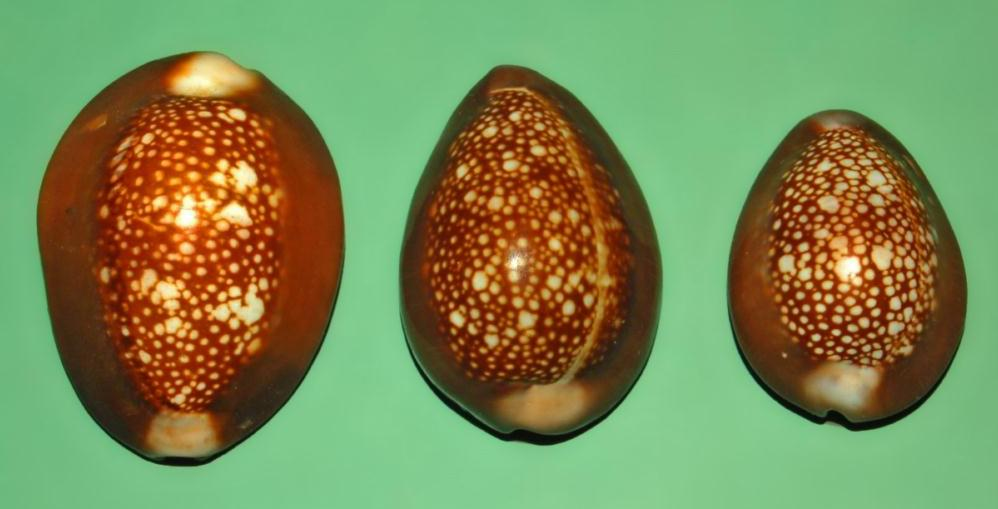
成長すると縁が左右に張り出す
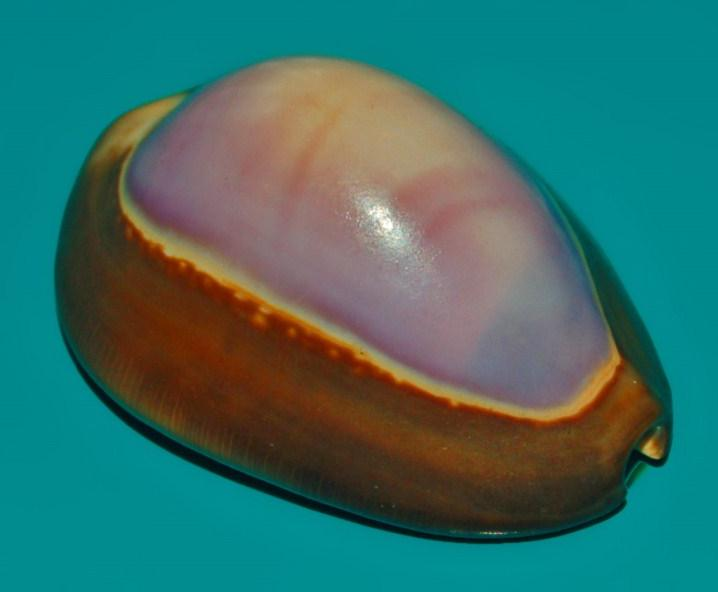
すり減った貝殻。縁の黒褐色は残るが背面中央は一様に紫色になる

## 分布
インド洋と太平洋の熱帯域・亜熱帯域に分布する。西はアフリカ東岸と紅海、南はオーストラリア東岸、東はクリッパートン島、北は日本、ミッドウェー島、ハワイ諸島まで広大な分布域をもつ。日本では、日本海側では数は少ないが山形県以南、太平洋側では房総半島以南に見られる。日本沿岸ではメダカラ Purpuradusta gracilis japonica、チャイロキヌタ Palmadusta artuffeli、ハナビラダカラ M. annulus に次いで北まで分布しており、個体数も多い。

## 生態
外洋に面した岩礁やサンゴ礁の潮間帯下部から潮下帯まで生息する。夜間の大潮時には1平方メートルあたり50個体も出現する場所がある。

### 食性
飼育下では吻を基質に押しつけ、歯舌の前端で下から上へと動かしてこそげ取る行動と、それと同時に吻端を丸く開いて吸引するような摂食行動が観察されている。3個体の胃内容物の調査では緑藻類や紅藻類の新芽、定着性の珪藻が多く発見され、岩の上からこれらをこそげ取って吸引するようにして摂食するものと見られる。また海綿の骨片が多数発見された個体があることから、海綿も摂食対象になっていると見られる。他の調査でもこの種は付着藻類を中心とする餌をとるとの結果が出ている。

## 利用
他のタカラガイと同様にコレクションの対象となる。比較的に漁獲や入手がしやすく、手頃な大きさでもあるので工芸用素材、また食用にする地域もある。

## 分類
属の分類は当初タカラガイ属 Cypraea であったが、属を細分化したRavitrona 属、コモンダカラ属 Erosaria、キイロダカラ属 Monetaria 等の分類がある。21世紀初頭の時点ではキイロダカラ属 Monetaria、またはタカラガイ属 Cypraea とされることが多い。
なお学名の種名"caputserpentis"は「ヘビの頭」の意であり、英名"Serpent's-head cowry"（ヘビの頭のタカラガイ）も学名に準じている。和名「花丸雪」とは印象が異なる。

### 亜種・変種・類似種
殻の縁が張り出さず丸みのある形になるものはミカドハナマルユキと呼ばれ、本州沿岸で出現することがある。亜種 Erosaria (Ravitrona) caputserpentis mikadoとされたこともあるが、区別困難で21世紀初頭の時点では使われない。
他には以下のような亜種・変種・近似種がある。
セジロハナマルユキ（背白花丸雪） M. caputserpentis caputserpentis f. argentata Dautz et Bouge, 1933
変種の一つ。殻高30mmほど。背面中央部は斑点がなく、一様に白い。ポリネシアに分布する。
ナガハナマルユキ（長花丸雪） M. caputserpentis caputserpentis f. kenyonae Schilder et Schilder, 1938
変種の一つ。殻高30mmほど。殻がやや細く、縁の張り出しが弱い。南アフリカとオーストラリア南西部に分布する。
ヤセハナマルユキ（痩花丸雪） M. caputserpentis caputophidii Schilder, 1927
亜種だが要検討とされている。縁の張り出しが弱く、殻口の歯の間が黒褐色。熱帯太平洋に分布するが日本でも同様の特徴をもつ個体がある。
ニセハナマルユキ（偽花丸雪） M. caputdraconis Melvill, 1888
近似種。殻高30mmほど。ハナマルユキよりも背面の膨らみが強いので、断面は三角形ではなく半円形。また背面の白斑も細かく、網目模様を作る。東太平洋のイースター島とサラ・イ・ゴメス島沿岸のみに分布するが、ハワイ、西オーストラリア、南アフリカでも形態がよく似たハナマルユキが報告されている。学名の種名"caputdraconis"は「ドラゴンの頭」を意味する。
なお、本種に似た模様をもつのは別属のハチジョウダカラ Mauritia mauritiana、ヒメヤクシマダカラ Ma. depressa、キッコウダカラ Ma. maculifera 等だが、ハチジョウダカラは明らかに大型（成貝は殻高60mm超）で殻口がほぼ黒褐色一色であること、ヒメヤクシマダカラやキッコウダカラは殻の縁が黒斑模様で殻口の歯間ではなく畝が黒いことなどで区別できる。